# Агаев, Бекхан Вахаевич
Бекхан Вахаевич Агаев (род. 29 марта 1975, Грозный) — российский бизнесмен и политический деятель, депутат Государственной думы Российской Федерации VI и VIII созывов.
Из-за поддержки российской агрессии во время российско-украинской войны находится под персональными санкциями.

## Биография и семья
Родился 29 марта 1975 году в Грозном Чечено-Ингушской АССР. По национальности — чеченец.
Отец — Ваха Агаев — депутат Госдумы шестого созыва от КПРФ.
Отец четверых детей. Супруга Малика Садулаева (в официальном браке не состоит)
Является учредителем ежегодных грантов для студентов Института нефти и газа имени М.С. Гуцериева Удмуртского государственного университета. Гранты вручаются, как минимум, с 2012 года.

## Образование и научная деятельность
В 1996 году окончил Московский государственный университет коммерции.
В 2000 году в Кабардино-Балкарской государственной сельскохозяйственной академии защитил кандидатскую диссертацию по экономике на тему «Организационно-экономический механизм обеспечения продовольственной безопасности».
Являлся соавтором учебного пособия 2003 года по агропромышленному менеджменту.
В 2004 году окончил Академию внешней торговли Минэкономразвития РФ. В 2007 году окончил Российскую экономическую академию имени Г. В. Плеханова.
В 2012 году защитил диссертацию кандидата политических наук в Московском государственном университете имени М. В. Ломоносова на тему «Концепция правового социализма С. И. Гессена».

## Предпринимательская деятельность
C 2003 года — вице-президент ООО «Юг-Нефтепродукт».
После 2016 года занимался предпринимательской деятельность. До 2021 года возглавлял наблюдательный совет ООО «Юг-Нефтепродукт». Являлся совладельцем компании.

## Политическая деятельность
В 2011 году участвовал в выборах в Государственную Думу по списку партии «Единая Россия» в составе региональной группы №18 от Удмуртской Республики (под четвертым номером). По итогам в Госдуму не прошел, однако 15 декабря 2011 года получил мандат Николая Мусалимова, главы Всеудмуртской ассоциации «Удмурт кенеш», который отказался от места в парламенте.
Отказ от мандата Мусалимовым получил широкий общественный резонанс. На митинге «За честные выборы» 18 декабря собравшиеся обвиняли руководство республики в махинациях голосами и требовали его отставки.
В 2016 году сложил депутатские полномочия.
19 сентября 2021 года был избран депутатом Государственной думы РФ VIII созыва. Избирался от партии «Единая Россия» по Московской области (баллотировался под пятым номером в региональной группе №39). Входит в Комитет Государственной Думы по экологии, природным ресурсам и охране окружающей среды.
Выступал одним из инициаторов 59 законодательных инициатив. В том числе: о внесении изменений в Федеральный закон «Об отходах производства и потребления» и отдельные законодательные акты РФ (в части регулирования обращения с вторичными ресурсами); о внесении изменений в отдельные законодательные акты РФ по вопросу защиты здоровья несовершеннолетних от никотинсодержащей продукции и последствий её потребления; о внесении изменения в Федеральный закон «Об образовании в Российской Федерации» (в части перераспределения полномочий между органами государственной власти субъектов Российской Федерации и органами местного самоуправления в сфере образования); о внесении изменений в Уголовный кодекс и Уголовно-процессуальный кодекс (в части установления ответственности за осуществление диверсионной деятельности).
В июле 2023 года был награждён медалью ордена «За заслуги перед Отечеством» II степени за вклад в развитие парламентаризма, активную законотворческую деятельность и многолетнюю добросовестную работу.

## Санкции
Из-за поддержки российской агрессии и нарушения территориальной целостности Украины во время российско-украинской войны находится под персональными международными санкциями разных стран.
23 февраля 2022 года внесён в санкционные списки стран Евросоюза за действия и политику, которые подрывают территориальную целостность, суверенитет и независимость Украины и еще больше дестабилизируют Украину.
24 февраля 2022 года включён в санкционный список Канады «близких соратников режима» за голосование о признании независимости «так называемых республик в Донецке и Луганске».
24 марта 2022 года, на фоне вторжения России на Украину, включён в санкционный список США за «соучастие в войне Путина» и «поддержку усилий Кремля по вторжению в Украину», Госдеп США заявил что депутаты Госдумы используют свои полномочия для преследования инакомыслящих и политических оппонентов, нарушают свободу информации, ограничивают права человека и основные свободы граждан России.
По аналогичным основаниям, с 11 марта 2022 года находится под санкциями Великобритании. С 25 февраля 2022 года находится под санкциями Швейцарии. С 26 февраля 2022 года находится под санкциями Австралии. С 12 апреля 2022 года находится под санкциями Японии. Указом президента Украины Владимира Зеленского от 7 сентября 2022 находится под санкциями Украины. С 3 мая 2022 года находится под санкциями Новой Зеландии.

## Собственность
За 2021 год официальный доход Агаева составил почти полмиллиарда рублей (451 660 617 рублей)
На 2021 год владел следующими объектами: земельные участки 212 м² и 7028 м²; жилой дом 2205,9 м²; нежилые помещения: 75,8 м², 78,7 м², 79 м², 86,7 м², 98,2 м², 100,1 м², 891,8 м².
В долевой собственности: сооружение 57,3 м² (587/100000 доли); нежилое здание 98,2 м² (587/100000 доли); сооружение 6494 м² (561/100000 доли); дороги, 8637 м² (587/100000 доли); сеть наружного освещения 9168 м² (587/100000 доли); сеть канализаций 9792 м² (139/25000 доли); сеть газопровода 11093 м² (139/25000 доли); сооружение 11114 м² (587/100000 доли); сеть ливневой канализации 11158 м² (139/25000 доли); сеть электроснабжения 21116 м² (61/10000 доли); сеть водопровода 103840 м² (139/25000 доли). Согласно декларации у двоих детей в безвозмездном пользовании квартира 153,4 м².
По данным совместного расследования «Dubai Unlocked» Центра по исследованию коррупции и организованной преступности, Агаев владеет в Дубае 352-метровыми апартаментами, в «Kempinski Palm Residences», стоимостью 9,4 млн долларов. Изначально собственником недвижимости являлся сам Агаев, но позднее квартира была переоформлена на мать его детей, Малику Садулаеву. По состоянию на 2024 год апартаменты сдаются в аренду почти за 100 тысяч долларов в год.